# هموند (مونتانا)
هموند (به انگلیسی: Hammond) یک منطقهٔ مسکونی در ایالات متحده آمریکا است که در مونتانا واقع شده‌است.